# دايي
شركة دايي (باليابانية: 株式会社ダイエー كابوشيكي كايشا- دايي) مقرها كوبه. هي واحدة من أكبر سلاسل محلات السوبرماركت في اليابان. تأسست سنة 1957 من قبل إيساو ناكاوشي ‏ في أوساكا بالقرب منمحطة سيمبياشي ‏ على خط قطار كيهان . تخضع شركة دايي الآن لعملية إعادة هيكلة مدعومة من شركة ماروبيني
وشركة شركة ÆON المحدودة. ، وهي سلسلة متاجر يابانية أخرى. تدير شركة دايي حاليًا أكثر من 3000 متجرًا تحت اسم Daiei وكذلك من خلال شركاتها التابعة. بالإضافة إلى محلات البقالة، فإن دايي هو أيضًا متجر متعدد الأقسام، يبيع الإلكترونيات والمفروشات المنزلية والملابس. من حيث صافي المبيعات، اعتاد المتجر أن يكون أكبر بائع تجزئة في اليابان. ومع ذلك، انخفض إجمالي المبيعات بنحو الربع في السنوات الخمس التي سبقت عام 2003.
الرئيس الحالي والمدير التنفيذي لشركة دايي هو تورو نيشيمي، الذي كان يعمل في السابق في شركة ماروبيني كوربوريشن.

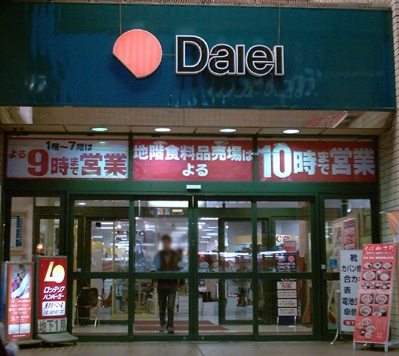
متجر دايي

## وصلات خارجية
- Daiei Official site (بالإنجليزية)
- "'Zombie' Businesses", The New York Times
- "Company history books (Shashi)". Shashi Interest Group. أبريل 2016. مؤرشف من الأصل في 2019-05-02. Wiki collection of bibliographic works on Daiei